# Kaialikh
Kaialikh (a 18 km de la moderna Taldikorgan (45.005°-78.386°) al Kazakhstan al sud-est del Llac Balkhaix), és una antiga ciutat de l'Àsia central a la vall del Iemil.
Pertanyé als karlucs i el seu cap Arslan Khan va assassinar al governador kara khitai i s'hi va fer independent d'aquestos vers el 1211, declarant-se vassall de Genguis Kan.
El 1219 els mongols van preparar el seu exèrcit (estiu) a l'alt Irtix per anar contra el xa de Coràsmia, sobirà de Coràsmia. A la tardor Genguis Kan va arribar a Kaialikh on se li va unir el kan Arslan amb les seves forces; després se li van unir Suqnaqtegin, rei d'Almaligh, i Bartchu, idiqut dels uigurs. Barthold pensa que l'exèrcit format arribava a una xifra entre 150 mil i 200 mil homes.
Fou inclosa en el ulus d'Ogodei i el fill i successor d'Arslan va rebre més tard un feu a Uzgand a Fergana del kan Mongke. El net d'aquest, Qaidu, la va tenir com a residència. Quan es va produir la purga dels ogodeïdes el 1251 amb l'elecció del tuluida Mongke (que tenia el suport dels djocides), Qaidu va poder conservar el seu feu. El desembre del 1253 hi va passar dotze dies Guillaume de Rubrouck que l'anomena Cailac i diu que tenia un mercat actiu i tres temples budistes.
Va estar en el seu poder fins que es va revoltar contra Kubilai Khan; segons Wasaf el darrer combat en 1301 entre Qaydu i el gran kan es va lliurar prop de Qayaliq; el gran kan va guanyar i llavors va passar als dominis d'aquest. La ciutat ja no torna a ser esmentada ni en les campanyes de Tamerlà, el que deixa suposar que fou destruïda a tot tardar a la primera meitat del segle xiv.
1. ↑  D'Ohsson, Histoire des Mongols, 1834, vol 2, p. 516.